# Vladimir Bortko
Vladimir Vladimirovitsj Bortko (Russisch: Владимир Владимирович Бортко) (Moskou, 7 mei 1946) is een Russisch filmregisseur, scenarioschrijver en producent.

## Biografie
Vladimir Bortko groeide op in het gezin van de Oekraïense Sovjet-toneelschrijver Aleksandr Kornejtsjoek. Na zijn studie in het Geologisch College van Kiev en zijn legerdienst in 1965-1966 werkte hij drie jaar als elektrotechnicus in Kiev.
In 1969 ging hij naar de Karpenko-Kary Staatsuniversiteit voor Theater, Film en Televisie in Kiev. Na zijn afstuderen in 1974 werkte hij als assistent-regisseur bij de Dovzjenko Film Studio. In 1975 kon hij daar zijn eerste film regisseren, getiteld Kanaal.
In 1980 werd Vladimir Bortko productieleider in de Kinostoedia Lenfilm in Leningrad, na Mosfilm in Moskou de grootste filmproductiemaatschappij van de Sovjet-Unie. Hij kreeg relatieve bekendheid in de Sovjet-Unie, maar zijn grote doorbraak realiseerde hij met de verfilming van de roman Hondenhart van de Russische auteur Michail Boelgakov. Hij werd ermee bekroond met een Grand Prix op het Filmfestival van Perugia.
In 1991 maakte hij Afghan Breakdown, een film over de interventie van de Sovjet-Unie in Afghanistan met de Italiaanse acteur Michele Placido. Het was de eerste film in de pas opgerichte Russische Federatie die de militaire activiteiten van de Sovjet-Unie kritisch benaderde.
Na de eeuwwisseling aanvaardde Vladimir Bortko de uitdaging om voor de televisiezender Telekanal Rossija twee van de grootste projecten ooit uit de Russische filmgeschiedenis te realiseren. Het eerste was een bewerking van de roman De Idioot van de Russische schrijver Fjodor Dostojevski in een tv-reeks van 10 afleveringen in 2002. De reeks kaapte in Rusland alle grote televisieprijzen weg, en acteur Jevgenij Mironov kreeg de prijs voor de beste mannelijke hoofdrol op het Televisiefestival van Monte Carlo. 
Drie jaar later volgde een bewerking van de roman De meester en Margarita van Michail Boelgakov, eveneens in een tn-reeks van 10 afleveringen. De eerste uitzending van 19 december 2005 werd voorafgegaan door een maandenlange polemiek in de media. Tegenstanders van de verfilming vreesden dat de gelaagde verhaalstructuur van de roman en de complexiteit van de socio-politieke en de metafysische thema’s zouden opgeofferd worden aan de populariteitseisen van het medium televisie. Bortko volgde echter nauwgezet de dialogen van de roman, en de reeks werd de meest succesvolle ooit op de Russische televisie. Op zondag 25 december 2005 keken 40 miljoen Russen naar de zevende episode.
In 2009 veroorzaakte Bortko nog eens grote polemieken, die weer werden gevolgd door een groot publiek succes, met zijn filmbewerking van het historisch drama Taras Boelba van de Russische schrijver Nikolaj Gogol. De kritiek kwam deze keer uit Oekraïne, omdat de Polen in de film Pools mochten spreken, maar de Oekraïense Kozakken moesten zich uitdrukken in gebrekkig Russisch. Toch werd deze film ook een groot succes, met bijna 4 miljoen betalende bezoekers in de Russische bioscopen.

## Voornaamste realisaties

### Film en televisie
- 1974 – Dokter (Scriptie kortfilm)
- 1975 – Kanaal
- 1984 – Het blondje om de hoek
- 1988 – Hondenhart
- 1991 – Afghan Breakdown
- 2000 – Gangsters van Sint-Petersburg (tv-reeks)
- 2002 – De Idioot (tv-reeks)
- 2005 – De meester en Margarita (tv-reeks)
- 2009 – Taras Boelba

### Theater
- 1993 – Oedipus Rex
- 2010 – Heksenhamer